# Thomas Thimme
Thomas Thimme (* 24. Juli 1954 in Berlin) ist ein deutscher Journalist und Medienmanager.

## Leben
Thimme studierte Volkswirtschaftslehre und Publizistikwissenschaft. Sein Studium schloss er als M.A. ab. Er arbeitete als Reporter für die Bonner Rundschau. Von 1983 bis 1987 war er in der ersten Bundestagsfraktion der Grünen als Medienreferent tätig. Außerdem arbeitete er in der  Intendanz des Senders Freies Berlin. 
Als Journalist und Medienkaufmann war er  Geschäftsführer verschiedener Privatsender. Er war Mitgründer und Geschäftsführer von Radio 100, für den er 1991 den Insolvenzantrag stellte. Er war ebenfalls Gründer und erster Geschäftsführer von Energy 103,4. 1994 wurde Thimme Geschäftsführer beim IA Fernsehen. 1995 machte er sich mit der Firma „Media Sales Management“ selbstständig. Beim Mittelwellensender Power 612, der von 1998 bis 2004 aus Kiel sendete, war er u.a auch mit beteiligt.
Ab 2002 war er als Nachfolger von Georg Gafron Geschäftsführer der Radio Hundert,6 Medien GmbH. Seine Versuche zu einer Restrukturierung scheiterten jedoch, auch für den Sender stellte er einen Insolvenzantrag. Danach konzipierte er den Brandenburger Hörfunksender Power Radio, dessen Geschäftsführender Gesellschafter und Intendant er ist.